# Bernard Marcus
Bernard Marcus, detto Bernie (Newark, 12 maggio 1929 – Boca Raton, 4 novembre 2024), è stato un imprenditore statunitense, miliardario e co-fondatore di The Home Depot di cui fu il primo AD e presidente fino al suo ritiro nel 2002.
Secondo Forbes, nel 2022 il suo patrimonio netto fu stimato in 8,3 miliardi di dollari.

## Biografia

### Origini e formazione
Bernard Marcus nacque da genitori immigrati ebrei russi a Newark, nel New Jersey. Si diplomò alla South Side High School nel 1947. Propenso inizialmente ad intraprendere la carriera di medico, dovette rinunciarvi a causa delle elevate tasse scolastiche, quindi iniziò a lavorare per suo padre come ebanista. Studiò alla Rutgers University laureandosi in farmacia.

### Carriera
Lavorò inizialmente come farmacista, ma col tempo divenne più interessato al lato della vendita al dettaglio dell'attività. Lavorò in un'azienda di cosmetici e in vari altri lavori al dettaglio, raggiungendo infine una posizione come CEO di Handy Dan Improvement Centers, una catena di negozi di bricolage con sede a Los Angeles. Nel 1978, sia lui che il futuro co-fondatore di Home Depot, Arthur Blank, furono licenziati durante una lotta per il potere aziendale a Handy Dan.
Nel 1979, i due co-fondarono il rivenditore di articoli per la casa The Home Depot, con l'aiuto dell'esperto di merchandising Pat Farrah e del banchiere di investimento di New York Ken Langone, che riunì un gruppo di investitori.
Il negozio rivoluzionò l'attività di bricolage con il suo concetto di magazzino. Blank, Marcus e Langone divennero miliardari. Marcus fu il primo CEO dell'azienda per 19 anni e ricoprì anche il ruolo di presidente del consiglio fino al suo ritiro nel 2002. Marcus fu inserito nella Junior Achievement US Business Hall of Fame nel 2006.
Marcus fu uno dei numerosi magnati degli affari che si opposero all'Employee Free Choice Act, una proposta controversa che secondo loro dava un vantaggio ingiusto ai sindacati. L'EFCA bandirebbe la conduzione delle votazioni sindacali dei dipendenti a scrutinio segreto, consentendo multe e ingiunzioni quando i dipendenti affermano di essere puniti per l'attività sindacale sul posto di lavoro.
Repubblicano, nel gennaio 2014 Marcus fondò il Job Creators Network, un gruppo di difesa conservatore, con 500.000 dollari di finanziamento iniziale.
Nel 2015, Marcus donò 1,5 milioni di dollari ai Super PAC a sostegno di Jeb Bush e Scott Walker. Il 1º giugno 2016, annunciò pubblicamente il suo sostegno al candidato presidenziale repubblicano Donald Trump. Fu uno dei maggiori donatori della campagna di Trump con 7 milioni di dollari. Quando Marcus annunciò nel 2019 che avrebbe sostenuto finanziariamente la campagna presidenziale di Donald Trump 2020, innescò richieste di boicottaggio di Home Depot anche se Marcus non era più nell'azienda.
In un'intervista del giugno 2019, Marcus affermò che la maggior parte della sua ricchezza fosse in azioni Home Depot.

### Morte
Morì a Boca Raton il 4 novembre 2024, all'età di 95 anni.

## Vita privata
Si sposò due volte ed ebbe due figli, entrambi nati dal primo matrimonio.